# Thereva aurantiaca
Thereva aurantiaca är en tvåvingeart som beskrevs av Becker 1913. Thereva aurantiaca ingår i släktet Thereva och familjen stilettflugor. Inga underarter finns listade i Catalogue of Life.